# NGC 7750
NGC 7750 este o galaxie situată în constelația Peștii. A fost descoperită în 30 august 1785 de către William Herschel. Se află la o distanță de 25,23 de megaparseci de Pământ.